# 埃普西隆島

埃普西隆島（英語：Epsilon Island）是南極洲的島嶼，屬於帕默群島中梅爾基奧群島的一部分，處於阿爾法島和拉姆達島南端之間，在1927年由英國研究隊繪入地圖，現時由南極條約體系管理。